# Anemone cordata
Anemone cordata är en ranunkelväxtart som först beskrevs av H.Rasm., och fick sitt nu gällande namn av John Charles Manning och Goldblatt. Anemone cordata ingår i släktet sippor, och familjen ranunkelväxter. Inga underarter finns listade i Catalogue of Life.